# Venczli Zóra
Venczli Zóra (1996. október 14. –) magyar színésznő, énekesnő.

## Életpályája
Gyermekkorát Szigetszentmiklóson töltötte. 2017-2020 között a Pesti Magyar Színiakadémián tanult, Szente Vajk osztályában. 2020-ban szerepelt a Sztárban sztár leszek című műsorban. 2022-től szerepel a Vidám Színpad előadásaiban és a Kecskeméti Katona József Színházban, amelynek 2023-tól tagja.
Öccse Venczli Alex.

## Színházi szerepei

### Kecskeméti Katona József Nemzeti Színház
- Ma este megbukunk (2024) ...Szandra ő játssza Florance Colleymoore-t
- Sylvia (2024) ...Sylvia
- Machbeth (2023) ...Seyton, tiszt, Macbeth kíséretében
- Luxemburg grófja (2023) ...Sidonia, önjelölt aktmodell
- Egy hónap falun (2022) ...Kátya, szobalány
- Ne most, drágám! (2023/2024)....Sue Lawson
- Meseautó (2023/2024).....Sári
- Naptárlányok (2023/2024)....Elaine
- Felhangolva (2023/2024)....Szereplő

### Vidám Színpad
- Csipkerózsika (2022) ...Csipkerózsika
- Tanulmány a nőkről (2022) ...Dr. Képes Vera, ügyvédnő

## Televíziós és filmes szerepei
- Holnap tali – A premier (2018) ...Zoé
- Egyszer volt Budán Bödör Gáspár (2020) ...Bödör Rozi
- Pokoli rokonok (2025) ...Gréti